# 10.º Ejército (Japón)
El 10.º Ejército Japonés (第10軍, Dai-jyū gun) fue un ejército del Ejército Imperial Japonés durante la segunda guerra sino-japonesa.

## Historia
El 10.º Ejército Japonés se formó el 20 de octubre de 1937 por orden del Cuartel General Imperial y quedó bajo el control del Ejército Expedicionario de China Central el 7 de noviembre del mismo año. Era una unidad de refuerzo de emergencia para complementar al Ejército Expedicionario de Shanghái en China después del Segundo Incidente de Shanghái. Posteriormente, el 10.º Ejército participó en la batalla de Nankín y las atrocidades posteriores conocidas como la masacre de Nankín. La unidad se disolvió oficialmente en Nankín el 14 de febrero de 1938.

## Lista de comandantes
|                      | Nombre                        | Desde                 | Hasta                 |
| -------------------- | ----------------------------- | --------------------- | --------------------- |
| Comandante           | General Heisuke Yanagawa      | 20 de octubre de 1937 | 14 de febrero de 1939 |
| Jefe de Estado Mayor | Mayor General Moritake Tanabe | 20 de octubre de 1937 | 14 de febrero de 1939 |